# Vladimir Tonciuc
Vladimir Tonciuc (n.10 martie 1952 Iabloana, Glodeni) este un politician moldovean. El a fost primul primar al municipiului Bălți.
După terminarea ciclului gimnazial la școala din localitatea natală, Vladimir Tonciuc a fost admis la Colegiul Agricol din Țaul în 1967. Apoi, își continuă studiile la Institutul Politehnic din Odesa, Facultatea de Mecanică și tehnologia de construcție a mașinilor.
După absolvirea facultății, a fost angajat în calitate de inginer-tehnolog la uzina „Lenin” (în prezent SA „Răut”). În 1983, Vladimir Tonciuc a fost numit director al Uzinei experimentale a utilajul, care aparținea Ministerului gospodăriei comunale. Peste un an fusese desemnat director al Combinatului materiale de construcții, din mun. Bălți, la care am activat până în anul 1990.
În 1990 a fost ales în funcție de Președinte al Comitetului executiv al orașului Bălți (echivalentă primarului). În 1991, Vladimir Tonciuc este numit în funcția de primar la orașului Bălți - funcție instituită după proclamarea independenței Republicii Moldova.
Vladimir Tonciuc a fost și primul președinte al Consiliului Județean Bălți între 1999 și 2001 .
Vladimir Tonciuc este Președintele Federației municipale de fotbal și membru al Comitetului executiv al Federației Moldovenești de Fotbal .
În 2011 Vladimir Tonciuc este ales președintele organizației teritoriale Bălți a PLDM. Peste puțin timp, este ales ca candidat la funcția de primar al municipiului la alegerile locale din 5 iunie . La alegeri Vladmir Tonciuc a acumulat 15,41% sau 6872 voturi, situându-se pe locul II .
La 6 iunie 2011, Vladimir Tonciuc a ajuns director al SA „Barza Albă” din Bălți, unul dintre cei mai importanți producători de vinuri din Republica Moldova .